# Линкрофт (Нью-Джерси)
Линкрофт (англ. Lincroft) ― неинкорпорированная община, обозначенная для проведения переписи населения в тауншипе Мидлтаун, округ Монмут, штат Нью-Джерси, США. По данным переписи 2020 года, население Линкрофта составляло 7 060 человек, что на 15,1% больше, чем 6 135 жителей, зарегистрированных в переписи населения США 2010 года, в свою очередь, на 120 жителей меньше (-1,9%), чем 6 255 человек, зарегистрированных в 2012 году по данным переписи населения США 2000 года.
Линкрофт находится в северо-центральной части округа Монмут, в юго-западной части городка Мидлтаун. На западе он граничит с городком Холмдел. На юге он граничит с водохранилищем Свингинг-Ривер, за которым находится городок Колтс-Нек, а на юго-востоке - с выходящим из озера водохранилищем Свингинг-Ривер, на противоположной стороне которого находится городок Тинтон-Фолс. Бульвар Гарден-Стейт-Паркуэй образует северо-восточную границу Линкрофта, куда можно попасть с съездов 114 (CR 52) и 109 (CR 520).
По данным Бюро переписи населения США, Линкрофт имеет общую площадь в 5,80 квадратных миль (15,02 км2), из которых 5,58 квадратных миль (14,45 км2) занимает суша, а 0,21 квадратных миль (0,54 км2) ― вода (3,68%).
Компания New Jersey Transit предлагает услуги местного автобусного сообщения по маршруту 833. Со станции Ред-Бэнк можно доехать на поезде NJ Transit по береговой линии Северного Джерси.
Баскетбольная лига Джерси Шор Брейкс (TBL) выступает в Брукдейлском общественном колледже с 2025 года.